# Opuntia larreyi
Opuntia larreyi ist eine Pflanzenart in der Gattung der Opuntien (Opuntia) aus der Familie der Kakteengewächse (Cactaceae). Das Artepitheton larreyi ehrt einen Herrn Larrey über den nichts weiter bekannt ist. Ein spanischer Trivialname ist „Nopal Camueso“.

## Beschreibung
Opuntia larreyi wächst strauchig ohne auffälligen Stamm, verzweigt von der Basis her und erreicht Wuchshöhen von 1 bis 1,5 Meter. Die glauk-grünen, verkehrt eiförmigen bis kreisrunden Triebabschnitte sind 35 bis 40 Zentimeter lang, bis zu 26 Zentimeter breit und 1,5 bis 2,5 Zentimeter dick. Die konischen Blattrudimente sind kurz. Die kleinen ovalen Areolen stehen 4 bis 5,5 Zentimeter voneinander entfernt und die zahlreichen, kurzen Glochiden sind gelblich. Dornen sind meist nicht vorhanden. Gelegentlich werden an jungen Areolen bis zu drei Dornen ausgebildet.
Die gelben Blüten erreichen eine Länge von bis zu 7 Zentimeter. Die fast kugelförmigen, gehöckerten, purpurfarbenen Früchte sind bis zu 10 Zentimeter lang.

## Verbreitung und Systematik
Opuntia larreyi ist in den mexikanischen Bundesstaaten Hidalgo und Querétaro verbreitet.
Die Erstbeschreibung erfolgte 1896 durch John Merle Coulter. Ein nomenklatorisches Synonym ist Opuntia robusta var. larreyi (F.A.C.Weber ex J.M.Coult.) Bravo (1972).

## Nachweise